# Carcano Mod. 38

Il Carcano Modello 38, (formalmente Fucile Modello 1938 cal. 7.35) era un fucile a otturatore girevole-scorrevole, modificato su progetto dell'ingegnere Federico Capaldo (generale del Genio Artiglieria, in collaborazione con Roberto Boragine) derivato dal modello Carcano Mod. 91 in calibro 6,5 mm, ricamerato in calibro 7,35 mm. L'arma venne progettata nell'ottica di modernizzazione dell'armamento del Regio Esercito, tuttavia lo scoppio della Seconda Guerra Mondiale impedì che l'arma sostituisse del tutto il suo predecessore. Ne furono realizzate varianti per cavalleria e truppe speciali.

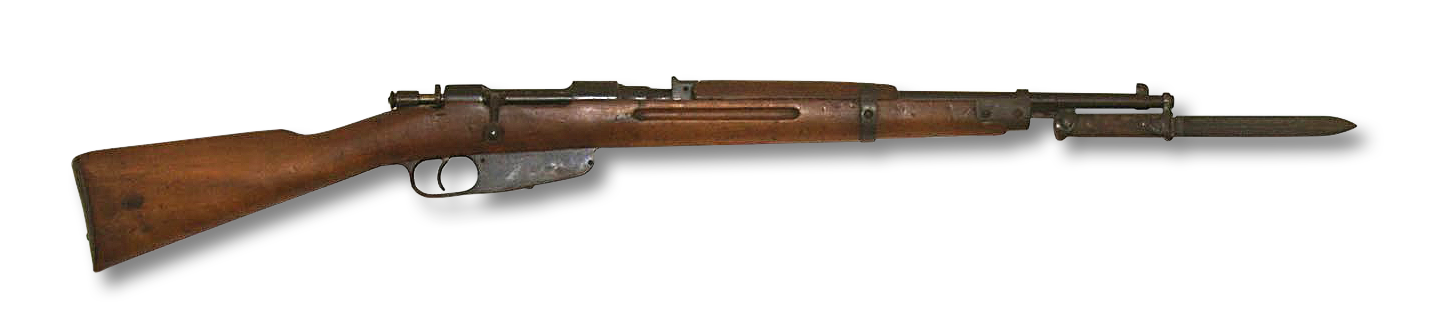
Carcano 91/38 con baionetta

## Storia
Per oltre quarant'anni il Fucile Mod. 91 aveva servito fedelmente le truppe del Regio Esercito, accompagnando i soldati italiani su praticamente tutti i campi di battaglia della Guerra Italo-turca, la Prima Guerra Mondiale e le operazioni coloniali, con praticamente nessuna modifica fatta eccezioni per quelle marginali delle varianti Mod. 91/24 e dei vari aggiornamenti dei Moschetti. Tuttavia l'avanzare del tempo e le varie situazioni nelle quali si trovarono a operare le truppe italiane, specialmente la Prima Guerra Mondiale e le operazioni contro gli insorti libici, dimostrarono che la munizione in 6,5 x 52 mm fino ad allora utilizzata non possedeva un sufficiente potere di arresto e che l'arma necessitava ormai di nuove modifiche che la rendessero più maneggevole, salvaguardando tuttavia le sue caratteristiche di rusticità e affidabilità. 
Così fin dal 1935 il colonnello Giuseppe Mainardi fu incaricato di studiare una nuova munizione e nel 1938 si arrivò all'adozione di nuove munizioni 7,35 × 51 mm a nitrocellulosa pura, mentre nel frattempo il maggiore Roberto Boragine ed il generale Federico Capaldo vennero incaricati di progettare un fucile che utilizzasse il nuovo calibro e potesse recuperare anche le scorte esistenti: gli arsenali, infatti, erano ancora pieni di vecchi Fucili Mod. 91, di cui molti con la canna usurata.
La differenza principale rispetto al suo predecessore è la sua cartuccia calibro 7,35 × 51 mm che ha una maggiore energia cinetica rispetto alla precedente 6,5 × 52 mm, inoltre siccome il primo ha il baricentro spostato verso il retro della palla, al contatto con tessuti organici comincia a muoversi rispetto al suo asse aumentando ulteriormente i danni tissutali, quindi il potere d'arresto e la letalità.
Sebbene la scelta del calibro sia stata ottimamente valutata, il fucile ebbe vita breve perché con il prossimo ingresso dell'Italia nella seconda guerra mondiale, ed essendo ancora lontani dalla completa conversione al nuovo modello, la produzione si fermò a 285.000 pezzi, la maggior parte di essi venne immediatamente ritirata dal servizio nel timore che il doppio munizionamento creasse confusione nell'approvvigionamento. Gli esemplari rimanenti equipaggiarono truppe di seconda linea e la Milizia Volontaria per la Sicurezza Nazionale. Durante la guerra non risultano casi di reparti che ebbero effettivamente tali problemi, mentre sono noti alcuni casi post-bellici verificatisi tra la fine degli anni quaranta e i primi anni cinquanta durante l'addestramento al fuoco delle reclute e causati dall'errato inserimento di cartucce 6,5 × 52 mm in fucili camerati per il calibro 7,35 mm. Fortunatamente la differenza di calibro rendeva tale errore privo di conseguenze per il tiratore.
Delle armi ritirate, 94.500 furono consegnate all'esercito finlandese, che le impiegò contro i russi nella Guerra d'inverno e nella Guerra di continuazione.
Il Carcano Mod. 38 e 38 t.s. venne utilizzato dai seguenti eserciti: Italia (Regio Esercito, Esercito Nazionale Repubblicano, Esercito Italiano), Giappone, Albania, Bulgaria, Finlandia e Germania.

Il fucile Carcano 6,5 mm che Oswald utilizzò per assassinare il presidente Kennedy

Un Carcano Mod. 91/38 in calibro 6,5x52 con aggiunta di mirino telescopico a quattro ingrandimenti di fattura giapponese, venne utilizzato nel 1963 per assassinare l'allora presidente degli Stati Uniti d'America John Fitzgerald Kennedy; il fucile è oggi conservato nel National Archivie and Records Administration Building a College Park, Maryland.

## Caratteristiche tecniche
La meccanica è la stessa del suo predecessore '91 nelle varie versioni. Si distingue, oltre che per il calibro, per la sostituzione dell'alzo a quadrante con alette per il tiro fino a 2.000 m con una tacca di mira fissa tarata a 200 m; anteriormente viene installato un copricanna in legno e sui fianchi del fusto della cassa vengono ricavate delle scanalature che facilitano la presa della mano debole. L'arma camera cartucce calibro 7,35 x 51 mm, 6 per lastrina in un serbatoio fisso, con espulsione in basso della lastrina esaurita. È più maneggevole e più corto del modello 91 di circa 20 cm; la versione Fucile Mod. 91/38 misura infatti 1020 millimetri, con canna da 535 mm. Analogamente al progenitore, fu prodotto anche nella versione Moschetto Mod. 91/38, di 915 mm, con canna da 450 mm e baionetta a spiedo a sezione triangolare ripiegabile sotto alla canna, e nella versione Moschetto Mod. 91/38 TS (Truppe Speciali), dimensionalmente simile alla versione Moschetto ma usante la vecchia Sciabola-Baionetta mod. 91. Oltre a essere prodotto ex novo, il modello '38 venne ottenuto con il rialesaggio delle canne di vecchi fucili in calibro 6,5 x 52 mm.

## Accessori

### Baionetta-pugnale Mod. 1938
Prodotta per il Carcano Mod. 38 versione Fucile e mantenuta sul Mod. 91/38 in calibro 6,5 mm, si tratta di una innovativa baionetta a serramanico. L'impugnatura, con guancette in legno, ha un'elsa con un solo braccio, terminante con l'anello di vincolo alla volata del fucile. Il pomolo presenta la scanalatura longitudinale a T come la baionetta Mod. 1891, con il piolo che sul primo modello è sbloccato da una levetta zigrinata, mentre successivamente si adottò un pulsante identico al sistema del Mod. 1891. La lama è incernierata sull'elsa e, bloccata da un pulsante, si ripiega nell'apposita scanalatura del manico ma non completamente. Infatti circa metà lama sporge dal pomolo, trasformando quindi la baionetta in un corto pugnale. L'arma poteva essere tenuta ripiegata anche quando inastata, in quanto la lama sporgente veniva accolta in un'apposita scanalatura sul fusto della cassa del fucile.
Durante la Seconda guerra mondiale, probabilmente per problemi di resistenza meccanica e di difficoltà produttive, la lama sui nuovi esemplari fu resa fissa.
Una versione simile di questa baionetta, ma con attacchi diversi, è adottata anche dal Beretta MAB 38.
Il fodero di tale baionetta è completamente metallico e fu prodotto in tre versioni: una con nervature di rinforzo con passante diagonale per la cintura, una seconda senza nervature e sempre con passante diagonale ed una terza con gancio a vite per normale taschetta portabaionetta.